# Eisley
Gli Eisley sono un gruppo musicale statunitense, formatosi nel 1997, proveniente da Tyler (Texas), che comprende i quattro fratelli Chauntelle, Sherri, Stacy, Weston DuPree e il cugino Garron DuPree.

## Storia del gruppo
Originari della città di Tyler nella contea di Smith, Texas, il gruppo si è formato nel 1997 quando Chauntelle e Sherri cominciarono ad appassionarsi alla musica ascoltando gruppi come i Beatles, i Radiohead e Jeremy Enigk. La sorella Stacy (8 anni all'epoca) e il fratello Weston (10) si aggiunsero in seguito. Il bassista fu l'unico ruolo che cambiò più volte. Inizialmente ci fu Amy Whittaker (fino al 1998), Taylor Muse (sotto cui apparve il primo nome Mos Eisley), Jonathan Wilson (dal 2001 al 2005) e infine il cugino Garron DuPree (aveva 15 anni).
Anche il nome cambiò più volte: inizialmente furono The Towheads, ma in seguito lo cambiarono in Mos Eisley, ispirandosi alla base spaziale di Star Wars. Questo nome però avrebbe potuto creare problemi legali e così decisero di diventare gli Eisley.
Cominciarono con i concerti locali, in Texas e nel 2003 si misero ad incidere per la Warner Bros. Records.
Parteciparono al tour dei Coldplay e nel 2003 vinsero il Dallas Observer Music Awards come "Best New Artist". Sono andati in tour anche con Brand New, Snow Patrol, New Found Glory, Hot Hot Heat, Switchfoot e Taking Back Sunday.
Combinations è uscito nell'estate 2007 e include il single Invasion. Il loro primo album, Room Noises, include Telescope Eyes, il loro titolo di maggior successo. Il loro ultimo album, The Valley, è uscito nel 2011, ed include il singolo Smarter.

## Discografia

### Album
- Room Noises – (2005, Warner Bros. Records)
- Combinations – (2007, Warner Bros. Records)
- The Valley – (2011, Equal Vision Records)
- Currents - (2013, Equal Vision Records)
- I'm Only Dreaming (2017, Equal Vision Records)

### EP
- Laughing City (2003, Record Collection)
- Marvelous Things (2003, Warner Bros. Records)
- Telescope Eyes E.P. (2005, Reprise Records)
- Head Against The Sky E.P. (2005, Reprise Records)
- Final Noise E.P. (2006, Reprise Records)
- Like the Actors E.P. (2007, Reprise Records)
- Fire Kite E.P. (2009, Sire Records)
- Deep Space E.P. (2012, Equal Vision Records)